# San Pedro (Entre Ríos)
Pour les articles homonymes, voir San Pedro.
San Pedro, ou Colonia Freitas, est une localité rurale argentine située dans le département de Federación et dans la province d'Entre Ríos.

## Histoire
La population de la localité, c'est-à-dire sans tenir compte de la zone rurale, était de 222 personnes en 1991 et de 362 en 2001. La population du territoire de compétence du conseil d'administration était de 522 habitants en 2001.
À la fin du XIXe siècle, le général Justo José de Urquiza a créé dans cette zone l'estancia La Florida, première colonie officielle d'Entre Ríos dont les lots ont été répartis entre les colons, donnant naissance à San Pedro.
Le décret no 21/1976 MGJE du 7 janvier 1976 a désigné Villa San Pedro comme le centre urbain de Colonia Freitas. Le plan d'urbanisme de la ville a été fixé par le décret no 3834/1986 MGJE du 27 août 1986. Les limites de compétence du conseil d'administration ont été fixées par le décret no 3999/1986 MGJE du 3 septembre 1986 et modifié par le décret no 2876/2006 MGJEOYSP du 2 juin 2006 pour inclure Colonia Cadel et Colonia oficiae no 20.